# Täcknamn Coq Rouge
Täcknamn Coq Rouge är en svensk thrillerfilm från 1989 baserad på Jan Guillous roman Coq Rouge i Hamilton-serien. Filmen innehåller ett flertal relativt stora ändringar av handlingen och personerna.

## Handling
Någon av parterna i Mellanösternkonflikten planerar en terrorattack i Sverige, frågan är vem och var.

## Om filmen
Filmen är inspelad den 21 november 1988–10 februari 1989 i Sonet Studios i Solna samt i Stockholm och Marocko. Den hade premiär den 25 augusti 1989 och är tillåten från 15 år. Filmen har även visats på SVT, TV4 och senast i TV 4 Film.

## Rollista (urval)
- Stellan Skarsgård - Carl Gustaf Gilbert Hamilton, agent Coq Rouge
- Krister Henriksson - Fristedt, SÄPO
- Philip Zandén - Appeltoft, SÄPO
- Tove Granditsky - Shulamit Hanegbi, anställd på Israels ambassad
- Bengt Eklund - D.G.
- Lennart Hjulström - Henrik P. Näslund, chef för säkerhetspolisen
- Lars Green - Erik Ponti, nyhetsuppläsare, chef för radions Ekot
- Roland Hedlund - Folkesson, chef för SÄPO:s mellanösternsektion
- Harald Hamrell - Johansson, vid SÄPO
- Gustaf Skarsgård - Erik, Evas son
- Lena T. Hansson - Eva Hamilton, Carls syster
- Lars Engström - Rikspolischefen
- Lars "Tjadden" Hällström - Ljungdahl, vid SÄPO:s tekniska rotel

## Musik i filmen
- "Konsert, violin, orkester, op. 64, e-moll", musik Felix Mendelssohn-Bartholdy
- "Sankta Lucia", musik Teodoro Cottrau
- "Räven raskar över isen"

## Utmärkelser
- 1990 - Guldbagge - Bästa manliga huvudroll, Stellan Skarsgård
- 1990 - Guldbagge - Bästa foto, Göran Nilsson